# Julius Falkenstein
Julius Falkenstein (Berlim, 25 de fevereiro de 1879 – Berlim, 9 de dezembro de 1933) foi um ator alemão da era do cinema mudo. Ele atuou em 184 filmes entre 1914 e 1933.

## Filmografia selecionada
- 1914: Die geheimnisvolle Villa
- 1916: Arme Eva Maria
- 1916: Als ich tot war
- 1917: Pension Trudchen
- 1917: Die Prinzessin von Neutralien
- 1932: Ich bei Tag und Du bei Nacht
- 1933: Lachende Erben
- 1933: Ich und die Kaiserin
- 1934: Das Blumenmädchen vom Grand-Hotel